# ديفيد برافو بوينو
ديفيد برافو بوينو هو محامي وسياسي إسباني، ولد في 20 فبراير 1978 في إشبيلية في إسبانيا. نشط حزبياً في بوديموس. في الانتخابات العامة الإسبانية 2015 ‏، انتخب عضو مجلس النواب الإسباني ‏ عن دائرة المرية ‏ خلال فترته النيابية ‏ (4 يناير 2016 – 3 مايو 2016).

## وصلات خارجية
- ديفيد برافو بوينو على موقع ميوزك برينز (الإنجليزية)